# マイナー・インターナショナル
マイナー・インターナショナル（英語: Minor International略称MINT）は、タイで外食チェーンやホテルを運営する米系企業である。
設立当初はホテルを経営する企業であり、1988年タイ証券取引所のホテル関連企業として上場した。その後事業が多角化し、現在は外食チェーン、スパ経営なども行っており、外食チェーン経営が主要業務になってきている。
SET 50 Indexの採用銘柄である。(2008年2月現在)

## 事業

### 外食部門
- ザ・ピザ・カンパニー (The Piza Company)
- スウェンセンズ (Swensens)
- デイリークウィーン (Daily Queen)
- バーガーキング
- シズラー

### ホテル部門
- フォーシーズンズ・ホテル
- JWマリオット・ホテル
- マリオット・リゾート&スパ
- アナンタラ・ホテル